# Drymodes superciliaris
Drymodes superciliaris là một loài chim trong họ Petroicidae.